# 王宗仁 (前蜀)
王宗仁（?—?），中國五代十国時代人物，前蜀高祖王建的长子，马氏所生。
因王宗仁幼年残废，他的二弟王宗懿被王建视为继承人。王宗仁担任校书郎。武成三年（910年），王宗仁被父亲封为普王。前蜀后主乾德六年（924年），王宗仁被弟弟王衍改封为卫王。王宗仁卒年不详。史书没有记载他是否死于后唐在926年针对前蜀皇室的大屠杀。 